# Una cambra pròpia
Una cambra pròpia (en l'original anglès, A Room of One's Own) és un ampli assaig de l'escriptora Virginia Woolf publicat per primera vegada el 24 d'octubre de 1929, en un recull de les conferències dictades a Newnham College i al Girton College, dues escoles universitàries per a dones de la Universitat de Cambridge, amb el títol de “Dones i ficció”.
Tal com diu Virgínia Woolf, "una dona ha de tenir diners i una cambra pròpia si ha d'escriure ficció" i d'aquí ve el nom de l'obra. També parla de la necessitat de qualsevol autor de tenir llicència poètica i llibertat personal per a crear art. L'assaig analitza si les dones són capaces de fer un treball de la qualitat de William Shakespeare, entre altres assumptes.
L'obra ha estat traduïda al català per Helena Valentí i publicada per les editorials Deriva (1996), Pòrtic (2005) i La Temerària (2014) i ha estat seleccionada dins els 100 llibres del segle de Le Monde. Ocupa un lloc preeminent dins del cànon literari anglosaxó i en la teoria del feminisme i malgrat les recances de l'autora, que pensava que seria fortament criticada pel seu contingut, va convertir-se en un èxit de públic, amb 10.000 còpies venudes en els seus primers quatre mesos.
L'adaptació televisiva A Room of One's Own amb Eileen Atkins, dirigida per Patrick Garland es va emetre l'any 1991. Garland en va fer una adaptació per al teatre, on també va dirigir Eileen Atkins en la seva actuació a l'escenari.

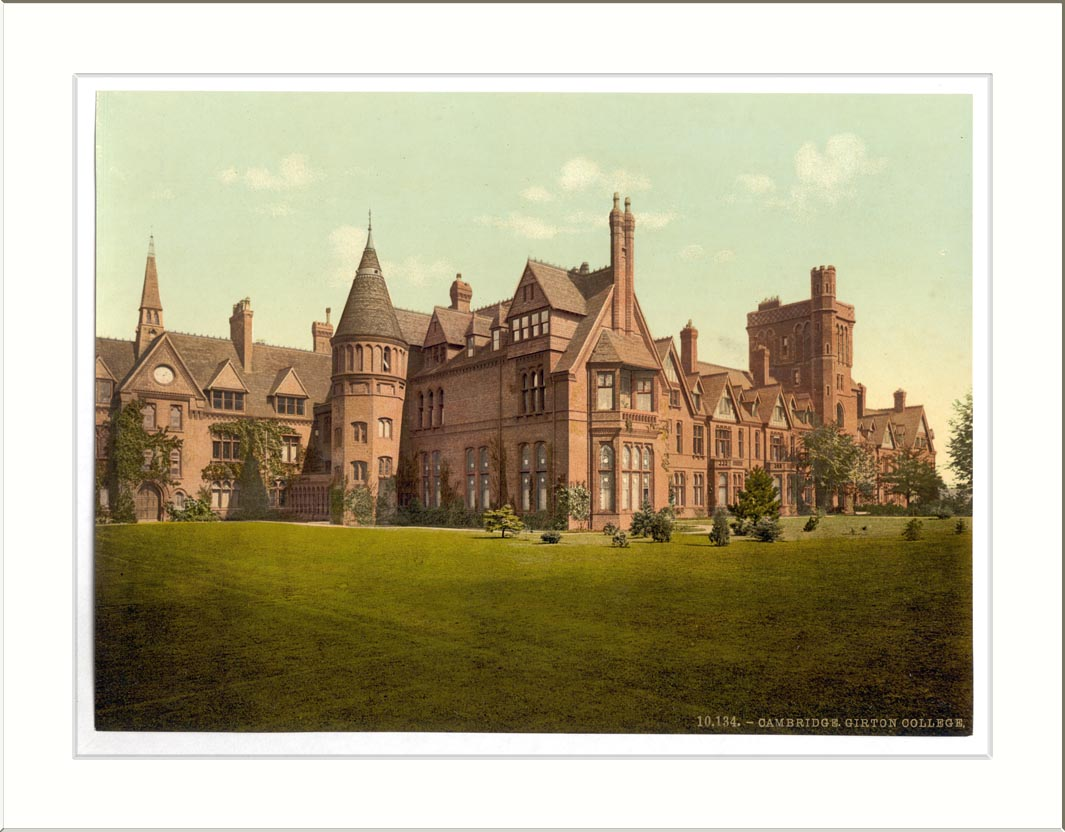
Girton College, on van tenir lloc les conferències que van ser l'origen de l'obra Una cambra pròpia

## Argument i estructura
Primerament, explica que va rebre l'encàrrec de parlar sobre el tema de les dones i la ficció i, a continuació, relata com va arribar a les conclusions que exposa, resumint els seus actes i pensaments dels darrers dies. Aquests la porten a ser conscient dels entrebancs que pateixen les dones que vulguin dedicar-se a escriure. L'assaig es divideix en sis capítols.

### Primer capítol
En el primer capítol, l'autora està asseguda vora un riu quan veu un peixet que pot ajudar-la a concloure la tasca encomanada. Comença a perseguir-lo fins que un guarda la fa fora perquè les dones no poden entrar en terrenys universitaris ni tampoc a la biblioteca. Enfadada, s'acosta a una església on sona una preciosa música, però decideix no entrar-hi per no ser novament rebutjada. Llavors, reflexiona com tots aquests equipaments venen dels diners que els graduats d'Oxbridge (nom fictici que aglutina la Universitat d'Oxford i la Universitat de Cambridge, tret de William Makepeace Thackeray) han anat donant, tots ells homes.
Posteriorment assisteix a una festa, de la qual gaudeix però que troba incompleta perquè hi detecta la influència de la guerra en les converses, que mata la poesia. Passeja tota la tarda fins a arribar al campus femení (fictici) de Fernham (que pot ser llegir com un mirall del Girton College, on s'ubica l'audiència). Allà sopa amb altres dones, però aprecia que tant la conversa com el menjar són de qualitat inferior. Pregunta pel finançament del que està veient i una companya li explica els problemes que tenen per a mantenir-se. No poden accedir a llegats familiars, ja que les mares han estat ocupades tenint i criant fills.

### Segon capítol
En el segon capítol, la narradora visita la Biblioteca del Museu Britànic per llegir el que s'ha escrit sobre la dona i poder començar el seu assaig, però s'adona que tot el material està escrit per homes. Sentint-se culpable per no poder avançar en la seva tasca, surt a llegir el diari, un diari en què totes les notícies importants estan protagonitzades per homes. Aleshores, reflexiona que potser aquest desig de treure la dona del món públic pot ser degut a un desig de reafirmació masculí. En pagar el compte del restaurant, reconeix el seu caràcter privilegiat, ja que ella sí que disposa de diners propis, a diferència de les seves amigues, per una herència familiar.
Torna a casa i, mentre passeja per llocs ben coneguts de Londres, analitza les professions que l'envolten, per adonar-se que el seu valor social ha anat evolucionant amb el temps. Això pot obrir la porta a un futur en què les feines lligades a les dones es considerin igual de valuoses que les dels homes. La ficció pot anticipar aquest futur de canvi.

### Capítols tercer i quart
Els capítols 3 i 4 se centren en la literatura. La narradora fulleja llibres d'història i s'adona que les dones apareixen de manera absolutament marginal. Imagina una autora genial, Judith, que no pot arribar a ser com Shakespeare per les pressions de l'entorn, i constata l'escassa quantitat d'autores que hi ha (i moltes d'elles amb pseudònim masculí). Reconeix que les dones de classe alta tenen més possibilitats d'arribar a escriure i publicar, però que la seva producció és diferent, està condicionada per la seva situació d'inferioritat en la consideració general. Examina el cas de diverses autores reconegudes per arribar a aquesta conclusió i hi aprecia una certa evolució. Aquesta esperança pot servir d'estímul per a crear més literatura escrita per dones.

### Capítol cinquè
Durant el cinquè capítol, la narradora llegeix un llibre imaginari escrit per una autora que simbolitza tota aquesta nova literatura femenina i en fa una anàlisi crítica que li serveix per a exposar les seves preferències literàries. Descriu com en aquest llibre apareixerien les primeres escenes en què una dona es relaciona amb una altra per elles mateixes, i no en relació amb un home, present o absent. I escrit des del punt de vista d'aquestes dones, no d'homes. I com això obriria un món literari totalment nou. Seria la primera obra a passar el test de Bechdel, que trigaria encara gairebé setanta anys a ser proposat.

### Capítol sisè
Al capítol sisè, l'autora explica el segon i darrer dia previ a la conferència. Observa com es relacionen un home i una dona que pugen plegats a un cotxe i confia que s'acabin unint també a nivell mental, una meta comuna que necessàriament tindrà un caràcter androgin. Una unió real entre homes i dones servirà per a millorar l'art, amb les aportacions de tothom. El capítol inclou una interessant definició del feixisme recentment arribat al poder a Itàlia, com a “virilitat autoafirmada” o “masculinitat sense paliatius”.

### Conclusió
Després d'aquesta imatge, sent que ja pot respondre a la petició dels conferenciants, justament narrant el camí que l'ha portada a la seva conclusió de la necessitat que les dones puguin escriure per poder superar la divisió de sexes. Veu que el primer escull que s'ha de vèncer és la manca de diners per part d'elles, però anima a prosseguir el canvi ja iniciat per honorar les autores precedents, però sobretot per precedir, i així fer possible, les grans escriptores que havien de venir.

## Personatges i al·lusions
En el seu assaig, Woolf barreja persones existents amb noms ficticis, i alguns personatges, com la narradora, tenen un caràcter híbrid entre la realitat i la ficció. Apareixen també nombroses al·lusions a autors clau de la història de la literatura o de l'esfera social, que li serveixen per a il·lustrar la seva tesi i per a donar a l'assaig un aire culte en què la intertextualitat té un paper clau.
La narradora afirma que pot rebre qualsevol nom perquè la seva identitat no és important. Un dels possibles apel·latius és Mary Beton, el nom de la tia que en la vida real ha llegat a l'autora una assignació que li permet viure de la literatura i a la qual ret homenatge amb aquestes conferències. Aquest joc amb el nom de "Maria" (al·lusió a la Verge Maria, la mare per excel·lència que marca el rol femení socialment acceptat) es repetirà en altres personatges i prové d'una balada del segle xvi, Mary Hamilton, en què la protagonista se suïcida després de quedar embarassada contra la seva voluntat, del rei.
Mary Carmichael és l'autora del llibre imaginari Life's Adventure i representa l'estat actual de la literatura escrita per dones. Es constata que la seva obra és millor que la d'algunes predecessores i que té potencial, però encara està llastada per l'opressió del seu sexe. Comentar aquest llibre dona peu a Woolf a dissertar sobre la literatura i l'estil. El seu nom és un homenatge a Marie Stopes, una de les pioneres en l'estudi de mètodes de contracepció. Dins l'obra fictícia, apareix el nom de Chartres Biron, un dels jutges encarregats de jutjar la possible obscenitat de la novel·la The Well of Loneliness, de Radclyffe Hall, en què apareixen escenes de lesbianisme.
Una altra Maria és Mary Seton, una amiga de la narradora, que li serveix per a il·lustrar la diferència entre el món acadèmic femení i el masculí. Amb ella, dialoguen sobre la importància dels diners per a ser independents i serveix per a interpel·lar el públic de la conferència, noies joves que estaven vivint una existència similar a la descrita per a Mary Seton.
Quan examina la gènesi d'un possible cànon literari femení s'atura en alguns noms clau. Un d'aquests és l'autora Frances Burney (també coneguda com a Fanny Burney), que va anticipar el costumisme femení romàntic amb les seves novel·les i anotacions del seu diari personal. És una de les influències de Jane Austen, que també apareix citada. La seva aparició és significativa, ja que aborda la importància de l'economia per a la vida de la dona, tal com fa Woolf. Critica que els escriptors homes passin per sobre de l'obra de les germanes Brontë, cimeres en la literatura anglesa: Emily Brontë, Charlotte Brontë i Anne Brontë.
També analitza la figura de George Eliot, que va haver d'adoptar un pseudònim masculí per poder ser considerada, una altra prova del masclisme entre els crítics. Considera que Eliot és "mereixedora del màxim respecte", com Margaret Cavendish, a qui titlla de "fantàstica". Dins d'aquest cànon, menciona altres escriptores del segle xix, com Mary Russell Mitford, George Sand, Elizabeth Carter o Elizabeth Gaskell, les quals van destacar pels seus retrats humans. Parafraseja els versos de Christina Georgina Rossetti, de l'era victoriana, i de la poeta Anne Finch. Cita únicament per les inicials Jane Ellen Harrison, lingüista i figura destacada del feminisme. La narradora pren un llibre de Rebecca West i reivindica Joanna Baillie com una de les influències, menystingudes, d'Edgar Allan Poe. La figura d'Aphra Behn per a ella mereix un lloc a part, perquè és una de les poques autores professionals que no sembla encaixonada pel seu sexe. L'equipara a altres dones que han sabut imprimir el seu llegat en un món misogin, com Florence Nightingale o la pensadora Emily Davies, fundadora del Girton College, que va permetre a la dona accedir a l'educació de més alt nivell.
Entre els escriptors homes, esmenta diverses figures clàssiques de l'àmbit anglosaxó, que li serveixen per a comparar-les amb les dones literates, però també per a traçar un esbós del seu propi gust estètic. Hi figuren Charles Lamb, William Makepeace Thackeray, Max Beerbohm, Alfred Tennyson, William Rathbone Greg, Samuel Butler, William Wordsworth i John Keats, entre d'altres. Predominen, doncs, els autors contemporanis, si bé cita John Milton com a poeta excels i Samuel Johnson com a autoritat.
Fora de l'àmbit angloparlant, es refereix a Jean de La Bruyère, a Goethe, a Henrik Ibsen o a Lev Tolstoi i també a autors de l'època grecollatina, com Ovidi. Molts d'aquests noms són simplement referències que l'autora suposava compartides per l'audiència, o bé creadors d'obres en què la qüestió de gènere és rellevant, com Alexander Pope, que escriu sobre el caràcter femení.
Demostra el seu coneixement del món cultural amb l'al·lusió a diversos pintors, a la teoria de filòsofs (com el superhome de Nietzsche o les reflexions sobre la naturalesa humana de Rousseau), o a les intervencions de polítics de diferents períodes històrics. Igualment comenta assumptes d'actualitat, com per exemple les notícies de política exterior o les modes del moment, o de la història de la dona, com les lleis que van modificar la seva condició, en una estructura ben travada que va més enllà de l'acumulació d'anècdotes. Per a dibuixar el paper subordinat de la dona, usa figures tretes de la mitologia clàssica o d'obres de renom, que tenen en comú el caràcter desgraciat de les seves heroïnes.
Shakespeare apareix com el model per excel·lència del que pot donar de si un autor, però malgrat ser home, no apareix com una figura opressora; el seu geni fa que sigui apte per a inspirar qualsevol escriptora, ja que actua com un arquetip i no solament com a autor real. La seva ment és incandescent, una metàfora que apareix en diverses ocasions, en què iguala la genialitat o les idees al foc i a les flames movent-se, una llum que dona també escalfor.
Judith Shakespeare és la germana hipotètica del dramaturg anglès, una dona que té talent però que no el pot exercir com el seu germà per la pressió social. No se la deixa assistir a escola i, per tant, queda privada dels beneficis de l'educació formal, entre aquests el coneixement íntim de la cultura literària. Aquesta figura ha aparegut en altres escrits sobre el paper femení i ha donat peu a un àlbum del grup de rock alternatiu The Smiths. El fet que sigui la germana i no la filla de Shakespeare, com en altres casos de ficcionalitzacions ucròniques, es deu probablement a la figura del mateix germà de l'autora, i a la reivindicació d'igualtat entre ambdós i no de subordinació o herència. Per aquest mateix motiu, el tema dels bessons o del doble de diferent gènere apareixerà en diverses obres posteriors.

## Temes

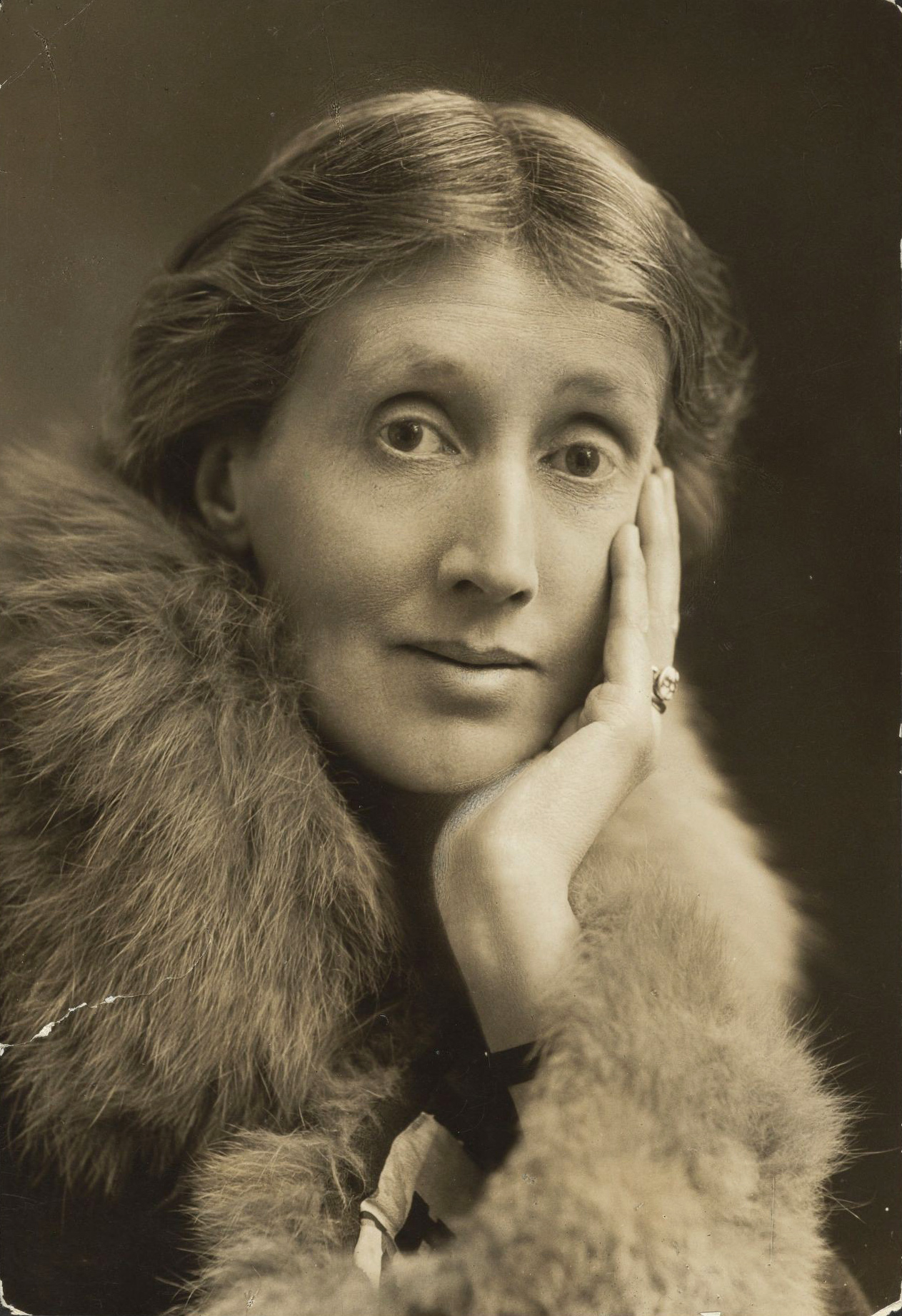
L'autora, Virgina Woolf

Els temes principals són els que deriven del títol que li van suggerir els organitzadors de les conferències: la seva visió sobre la dona i el paper de la ficció, entesos ambdós en sentit ampli. L'obra resultant, però, és una reelaboració posterior d'aquestes reflexions i no la transcripció literal de les xerrades.
Les dones apareixen com uns éssers que malden per fer-se valer en un món masculí. Es denuncien les normes que fan que la universitat sigui només per a homes, per a preservar el saber tradicional. La impossibilitat de tenir accés al món acadèmic en igualtat fa que la dona no puguin arribar a les mateixes quotes d'excel·lència intel·lectual. No pot entrar a la biblioteca on es guarden els llibres fonamentals de la història de la literatura i, en conseqüència, no es pot inserir dins d'aquest cànon. No pot tampoc aspirar a ser econòmicament independent perquè s'ha de dedicar a tenir fills. La maternitat i el rol que hi va associat es presenta com el principal escull per a desenvolupar una carrera. No pot assolir el màxim desenvolupament personal perquè depèn d'altres i els altres depenen d'ella.
La dona no disposa de diners i, per tant, pateix una doble discriminació: per gènere i per renda. La classe social apareix com una barrera afegida en el cas de les dones treballadores. Aquesta manca d'independència fa que les poques dones que escriguin ho facin guiades per la ira que els fa sentir la seva situació (amb excepció de Jane Austen, a qui Virginia Woolf admirava profundament), un fet que no afecta els homes i que poden aleshores escriure sobre temes més lliures. Les dones, inevitablement, escriuen sobre elles i la seva realitat, no poden evitar denunciar-la (com li passa a la mateixa autora amb els seus llibres). La ficció escrita per dones està, doncs, sempre marcada pel seu gènere. Aquesta afirmació va resultar fonamental per al feminisme, tant per a la reflexió teòrica sobre el rol de la dona com sobre la crítica feminista de l'art. Cal que les dones escriguin més perquè serveixin de model a les properes autores i que creïn una tradició en què emmirallar-se marcada pel gènere.
S'estableix un contrast entre l'àmbit femení, domèstic i sempre subordinat, i el masculí, públic i lligat a la política i les grans decisions. El món dels homes acapara tot el poder, però també porta la destrucció, la guerra mecanitzada que va contra la humanitat i la cerca del sentit de la vida. Les dones, com ella mateixa, mantenen la poesia, el que es refereix als sentiments i a les persones. Però el seu món està narrat també pels homes, que són qui escriuen els llibres que són més llegits; les dones no poden ni escriure sobre elles mateixes i, llavors, la seva imatge pública queda distorsionada. No apareixen en els tractats d'història, han estat silenciades.
Aquesta distorsió i la ràbia que semblen sentir els barons cap a les dones pot venir d'un sentiment d'inferioritat; cal mantenir les dones en una esfera inferior que pugui magnificar per contrast els èxits d'ells, com un mirall alterat que serveixi només per a reflectir els triomfs masculins en comparació amb els fracassos o temptatives femenines. Aquesta imatge sorgeix de la importància de la psicoanàlisi en la literatura de principis de segle xx. La narradora suggereix que això és el que comparteixen els dos sexes: una inseguretat permanent per culpa de com està estructurat el món.
La literatura apareix com un antídot a la lluita permanent entre els sexes. La ficció té el poder de dibuixar realitats alternatives, en què no es donin aquestes diferències i permetin imaginar alternatives aplicables posteriorment al món present. La ficció, doncs, no és un univers apartat o oposat a la realitat: l'actualitat determina quina ficció es pot escriure i els llibres poden alterar la manera de pensar de la gent real. La ficció fa més brillant la vida.
El problema, tanmateix, és que moltes dones s'han de disfressar d'homes o escriure com a anònimes per poder publicar els seus llibres. La literatura, que és l'única esperança de canvi, també sembla vetar la presència de les dones com a autores de ficció, un fet contra el que elles lluiten amb les armes de què disposen, una crida que fa extensiva a la seva audiència. Les alumnes que l'escolten poden progressar escrivint, ja que darrerament han aparegut diverses escriptores que han obert una mica el camí i mostren que desafiar les convencions és possible. El seu progrés servirà d'inspiració a les properes generacions. El moviment sufragista ha estat un dels catalitzadors d'aquest canvi i, sense aquest, no es pot comprendre el que està succeint en la literatura, no es pot entendre l'art sense atendre al seu context històric.
Un darrer tema que planteja l'obra és la veritat. Woolf afirma no posseir-ne cap, només opinions, però en canvi confia que les oients puguin extreure alguna veritat del que narra, ja que tota veritat és relativa i subjectiva. L'estil fragmentari i la identitat difusa de la narradora subratllen aquest fet. La veritat, doncs, emergeix de la reflexió individual de la ficció, que sovint reflecteix millor la realitat que els simples fets, com declara la mateixa Virginia Woolf. Aquesta apel·lació a la manca de veritat de les seves paraules ("mentides" en tant que ficció), s'adiuen amb la captatio benevolentiae inicial: ella és conscient que no pot resoldre el tema de dones i ficció en tota la seva complexitat i, per tant, només pot assolir una veritat parcial a partir de les seves eines com a novel·lista.

## Estil
L'estil és híbrid per la barreja de gèneres de l'obra, entre l'assaig, l'autobiografia i la novel·la. La narradora empra la primera persona i es dirigeix a un públic de manera explícita, al qual guia pels diferents passatges de l'assaig amb recursos propis de l'oralitat.
El text és un punt intermedi entre realitat i ficció. La mateixa autora adverteix que el "jo" que empra és una simple convenció literària, com passa sempre en els narradors, fins i tot quan estan escrivint la pròpia biografia, com és el cas. Per això, adverteix que es pot donar qualsevol nom al personatge principal. Desmunta així el pacte de suspensió de la incredulitat, trencant la quarta paret i emprant recursos de la metaficció: malgrat que narra uns esdeveniments a manera de fragment de la novel·la, les reflexions sobre la pròpia escriptura i aquests recursos fan que el text s'hagi de classificar com un assaig. Aquest recurs a un narrador que pot ser qualsevol dona, car el seu nom o identitat real no importen, facilita la identificació del receptor. En aquest sentit, és una narradora que és alhora individual (una transposició o ficcionalització de l'autora o una dona anònima entre moltes) i col·lectiu (parla en nom de totes les dones oprimides que no poden fer-ho).
La implicació de l'autora en la seva prosa és constant, i en un passatge critica el naturalisme justament per presentar narradors massa objectius, indiferents a les implicacions del que descriuen. Reivindica abordar la qüestió del gènere de manera explícita en la literatura. Si des de la literatura del segle XIX, la psicologia del subjecte és el tema central de la creació literària, és lògic que la mentalitat femenina i la seva manera de veure el món apareguin en llibres escrits per dones, amb un tarannà diferent al dels homes. El flux de consciència que empra per descriure el seu dia és una forma d'accedir justament a la seva manera de pensar, inserint-se dins el tractament de la teoria crítica, que considera que no es pot separar autor i context de l'obra.
Utilitza constantment símbols i metàfores, com el peix amb què s'obre la narració, un peix que simbolitza una idea clau i que l'autor ha de pescar per poder-la transmetre. El guarda que l'impedeix l'accés a la universitat i li fa perdre el peix és igualment una al·legoria del poder masculí, que veta l'entrada a les dones (físicament i en sentit figurat) al saber. Alguns d'ells emanen del seu inconscient, com ella mateixa relata, per exemple el professor enfadat que dibuixa sense voler mentre està pensant, una figura masculina que la critica (a ella i, per extensió, a tot el seu gènere) per no saber arribar a conclusions valuoses per a la conferència. El remordiment que sent simbolitza l'angoixa de les dones intel·lectuals per no poder estar a l'altura dels seus col·legues homes.
El cotxe del darrer capítol acaba sent una imatge de la possible unió entre home i dona, un espai tancat on ambdós puguin conviure al marge de la societat i comunicar-se allò que pensen i senten. El caràcter androgin de la nova mentalitat està inspirat pel poeta Samuel Taylor Coleridge i apareix en la seva novel·la Orlando, escrita just l'any anterior a Una cambra pròpia.
Judith Shakespeare, la imaginada germana del bard, esdevé una imatge del destí de la dona: malgrat tenir el mateix talent literari que William Shakespeare, mai no podrà desenvolupar-lo perquè estarà relegada a les feines de la llar i al rol que la societat ha decidit que és apropiat per a ella. El fet que aquesta autora fictícia s'acabi suïcidant reflecteix la impotència de la dona davant el destí prefixat del qual no pot escapar i anticipa el final de Virginia Woolf, que també es va donar mort.
Però, sens dubte, el símbol més important és el que dona títol a l'assaig: la cambra pròpia, que representa un espai d'intimitat, al marge del món masculí hostil, on la dona pot escriure perquè pot accedir als seus sentiments en un santuari que la protegeix de les convencions socials. La cambra és pròpia perquè està mantinguda per ella; disposar de diners li permet la llibertat de dedicar-se a l'art. I és pròpia perquè no hi entra ningú no autoritzat, ni els fills que lliguen la dona a l'àmbit de la maternitat i l'allunyen de la feina remunerada, ni els homes que volen donar la seva versió del que a dins s'esdevé. Així, s'eviten interrupcions no desitjades que puguin fer perdre el fil, com li passa constantment a l'autora. Dins la cambra, la dona tindrà intimitat i temps lliure per a poder perseguir els seus pensaments i arribar a conclusions valuoses o a escriure poesia de qualitat artística.
Aquest lloc ideal té un punt utòpic, de fantasia irrealitzable, però que mou a l'acció per aconseguir-la, car és més a l'abast que altres reivindicacions del col·lectiu feminista. L'espai propi, privat, s'oposa així al domèstic tradicional (on la dona està al servei dels altres, de la família) i del públic, del qual és encara exclosa de manera deliberada. La cambra pròpia ha passat a l'imaginari feminista com un tema comú, símbol de les reivindicacions d'igualtat de la dona.
El paisatge que envolta les seves reflexions inicials és una transposició del tòpic del locus amoenus, on un entorn natural idíl·lic actua com a reflex de l'ànima dels qui el contemplen. Aquesta bellesa exterior ben aviat es contraposa a la realitat actual de discriminació i artificialitat, i la porta a enyorar el passat, en què evoca una certa edat d'or anterior a la guerra. La cambra pròpia a què aspira tota dona és també un locus amoenus pel que té de preuada, de manera que el principi de la part narrativa i la conclusió de l'assaig s'emmarquen en un escenari positiu que servei de contrast al panorama desolador de la resta de l'obra.
Així, malgrat que la pregunta inicial de si una dona pot assolir la mateixa qualitat que Shakespeare obté una resposta negativa (la dona està massa condicionada pel rol tradicional i per mancances materials, per l'absència d'aquesta cambra pròpia i el que comporta), les conferències situen les dones i la ficció com un conjunt de possibilitats. L'estil fragmentari de tota la narració acaba revelant-se com l'intent de recollir de la història i de les experiències quotidianes les proves que sí que hi ha esperances de canvi amb el progrés social.